# Vladimír Ptáček (politik)
Vladimír Ptáček (21. září 1925 – ???) byl český a československý politik Komunistické strany Československa, poslanec České národní rady a Sněmovny národů Federálního shromáždění za normalizace.

## Biografie
K roku 1969 se uvádí profesně jako vedoucí obchodního odboru generálního ředitelství podniku Cementárny a vápenky, Radotín.
Po provedení federalizace Československa usedl do Sněmovny národů Federálního shromáždění. Mandát nabyl až dodatečně v prosinci 1969. Do federálního parlamentu ho nominovala Česká národní rada, kde rovněž zasedal. Ve federálním parlamentu setrval až do konce funkčního období, tedy do voleb roku 1971.